# Alchemilla illyrica
Alchemilla illyrica é uma espécie de rosácea do gênero Alchemilla, pertencente à família Rosaceae.